# Хилсборо-Бич
Хилсборо-Бич (англ. Hillsboro Beach) — небольшой город (таун), расположенный в округе Брауард (штат Флорида, США) с населением в 2334 человека по статистическим данным переписи 2000 года.

## География
По данным Бюро переписи населения США город Хилсборо-Бич имеет общую площадь в 4,25 квадратных километров, из которых 1,14 кв. километров занимает земля и 3,11 кв. километров — вода. Площадь водных ресурсов округа составляет 73,18 % от всей его площади.
Город Хилсборо-Бич расположен на высоте 4 м над уровнем моря.

## Демография
По данным переписи населения 2000 года в Хилсборо-Бич проживало 2334 человека, 696 семей, насчитывалось 1282 домашних хозяйств и 2131 жилой дом. Средняя плотность населения составляла около человека на один квадратный километр. Расовый состав населённого пункта распределился следующим образом: 99,17 % белых, 0,14 % — чёрных или афроамериканцев, 0,09 % — коренных американцев, 0,18 % — азиатов, 0,32 % — представителей смешанных рас, 0,09 % — других народностей. Испаноговорящие составили 1,71 % от всех жителей.
Из 1282 домашних хозяйств в 3,0 % воспитывали детей в возрасте до 18 лет, 50,2 % представляли собой совместно проживающие супружеские пары, в 3,1 % семей женщины проживали без мужей, 45,7 % не имели семей. 40,0 % от общего числа семей на момент переписи жили самостоятельно, при этом 24,0 % составили одинокие пожилые люди в возрасте 65 лет и старше. Средний размер домашнего хозяйства составил 1,69 человек, а средний размер семьи — 2,13 человек.
Население города по возрастному диапазону по данным переписи 2000 года распределилось следующим образом: 3,2 % — жители младше 18 лет, 1,1 % — между 18 и 24 годами, 10,7 % — от 25 до 44 лет, 34,0 % — от 45 до 64 лет и 51,0 % — в возрасте 65 лет и старше. Средний возраст жителей составил 65 лет. На каждые 100 женщин в Хилсборо-Бич приходилось 81,2 мужчин, при этом на каждые сто женщин 18 лет и старше приходилось 79,9 мужчин также старше 18 лет.
Средний доход на одно домашнее хозяйство составил 52 159 долларов США, а средний доход на одну семью — 70 163 доллара. При этом мужчины имели средний доход в 61 974 доллара США в год против 40 089 долларов среднегодового дохода у женщин. Доход на душу населения составил 52 159 долларов в год. 4,1 % от всего числа семей в населённом пункте и 8,0 % от всей численности населения находилось на момент переписи населения за чертой бедности, при этом из них были моложе 18 лет и 8,6 % — в возрасте 65 лет и старше.

## СМИ
- Газета Pier Review (Tribune Publishing)